# تشارلز بيلشر
تشارلز بيلشر (بالإنجليزية: Charles Belcher)‏ هو ممثل أمريكي، ولد في 27 يوليو 1872 في سان فرانسيسكو في الولايات المتحدة، وتوفي في 10 ديسمبر 1943 في وودلاند هيلز، كاليفورنيا في الولايات المتحدة.

## أعمال

### أفلام
- (1922) دم ورمال
- (1924) لص بغداد
- (1925) بن هور

## وصلات خارجية
- تشارلز بيلشر على موقع IMDb (الإنجليزية)
- تشارلز بيلشر على موقع أول موفي (الإنجليزية)
- تشارلز بيلشر على موقع قاعدة بيانات الأفلام السويدية (السويدية)
- تشارلز بيلشر على موقع قاعدة بيانات الفيلم (الإنجليزية)